# Kill It Live
Kill It Live è il primo album dal vivo del gruppo musicale statunitense New Found Glory, pubblicato il 7 ottobre 2013 dalla Bridge 9 Records.
Contiene 17 dei brani suonati durante i concerti della band ad Anaheim, California, il 27 e il 28 marzo 2013, e tre tracce inedite, realizzate con la produzione di Paul Miner.
L'album è stato anticipato dal singolo Connect the Dots, uno dei tre inediti contenuti nel disco.

## Tracce
1. Intro – 1:04
2. Understatement – 3:04
3. Don't Let Her Pull You Down – 3:39
4. All Downhill from Here – 3:05
5. Anthem for the Unwanted – 3:24
6. At Least I'm Known for Something – 3:32
7. Sonny – 3:40
8. Something I Call Personality – 2:40
9. Boy Crazy – 3:18
10. Tip of the Iceberg – 3:10
11. Coming Home – 3:31
12. Forget My Name – 3:09
13. Sincerely Me – 3:46
14. Hit or Miss – 5:14
15. Truth of My Youth – 3:00
16. The Story So Far – 5:31
17. My Friends Over You – 4:11
18. I Want to Believe – 2:54
19. Connect the Dots – 3:11
20. First Bite – 2:51

Traccia bonus nell'edizione australiana
1. Truck Stop Blues – 2:19

## Formazione
- Jordan Pundik – voce
- Chad Gilbert – chitarra solista, cori
- Steve Klein – chitarra ritmica
- Ian Grushka – basso
- Cyrus Bolooki – batteria, percussioni
- Michael Bethancourt – tastiera, sintetizzatore

## Classifiche
| Classifica (2013)         | Posizione massima |
| ------------------------- | ----------------- |
| Stati Uniti               | 133               |
| Stati Uniti (independent) | 25                |
| Stati Uniti (rock)        | 44                |